# Don't Worry (film 2018)
Don't Worry (Don't Worry, He Won't Get Far on Foot) è un film del 2018 scritto e diretto da Gus Van Sant.
Il film è basato sulla biografia Don't Worry, He Won't Get Far on Foot del vignettista satirico John Callahan, interpretato nel film da Joaquin Phoenix. Fanno parte del cast principale anche Jonah Hill, Rooney Mara e Jack Black.

## Trama
Dopo aver trascorso l'adolescenza tra alcol e droghe, all'età di 22 anni John Callahan è vittima di un grave incidente automobilistico, rimanendo paralizzato e costretto su una sedia a rotelle. Callahan per sfuggire all'alcol e alle sofferenze, trova nel disegno una terapia per risollevarsi.

## Distribuzione
Il film è stato presentato in anteprima il 19 gennaio al Sundance Film Festival 2018. A febbraio dello stesso anno è stato presentato in concorso alla 68ª edizione del Festival internazionale del cinema di Berlino.
La pellicola è stata distribuita nelle sale cinematografiche statunitensi dal 13 luglio 2018 da Amazon Studios, mentre in Italia arriva dal 29 agosto dello stesso anno.

## Accoglienza
Su Rotten Tomatoes, il film ha un indice di gradimento del 77% basato su 192 recensioni, con una media di 6,6/10. Su Metacritic, il film ha un punteggio medio ponderato di 67 su 100, basato su 39 critici, che indica "recensioni generalmente favorevoli".